# Тулебельское сельское поселение
Тулебельское сельское поселение — упразднённое с 12 апреля 2010 года муниципальное образование в Старорусском муниципальном районе Новгородской области.
Административным центром был посёлок при станции Тулебля, который находится в 23 км к юго-западу от города Старая Русса, на линии Октябрьской железной дороги Бологое-Московское — Валдай — Старая Русса — Дно-1.
Границы и статус муниципального образования — сельское поселение были установлены областным законом № 559-ОЗ от 11 ноября 2005 года. В границах территории Тулебельского сельского поселения были расположены 10 населённых пунктов:
| Название                    | ОКАТО       | расстояние от станции Тулебля |
| --------------------------- | ----------- | ----------------------------- |
| деревня Алёксино            | 49239804002 | 3 км                          |
| деревня Берёзка             | 49239804001 | 1,5 км                        |
| деревня Бортниково          | 49239804003 | 8 км                          |
| деревня Выдерка             | 49239804004 | 4 км                          |
| деревня Вячково             | 49239804005 | 5 км                          |
| деревня Грузово             | 49239804006 | 3 км                          |
| деревня Пестово             | 49239804011 | 6 км                          |
| деревня Тулебля             | 49239804013 | 0,5 км                        |
| посёлок при станции Тулебля | 49239804001 | —                             |
| деревня Харушено            | 49239804015 | 5 км                          |

С весны 2010 года объединено наряду с упразднёнными Астриловским, Великосельским, Сусоловским и Большеборским сельскими поселениями во вновь образованное Великосельское сельское поселение с административным центром в деревне Великое Село.

## Население
| Год  | Численность постоянного населения | мужчин | женщин | детей до 7 лет | детей от 7 до 18 лет |
| ---- | --------------------------------- | ------ | ------ | -------------- | -------------------- |
| 2003 | 645                               | 295    | 350    | 34             | 102                  |
| 2004 | 629                               | 284    | 345    | 35             | 102                  |
| 2005 | 627                               | 282    | 345    | 33             | 102                  |